# Plane (Han Pijesak)
Pour les articles homonymes, voir Plane (homonymie).
Plane (en serbe cyrillique : Плане) est un village de Bosnie-Herzégovine. Il est situé dans la municipalité de Han Pijesak et dans la république serbe de Bosnie. Selon les premiers résultats du recensement bosnien de 2013, il compte 36 habitants.

## Démographie

### Répartition de la population par nationalités (1991)
En 1991, le village comptait 183 habitants, répartis de la manière suivante :

### Communauté locale
En 1991, la communauté locale de Plane comptait 206 habitants, répartis de la manière suivante :